# Wahlkreis Görlitz, Land II – Zittau II – Löbau III
Der Wahlkreis Görlitz, Land II – Zittau II – Löbau III war ein Landtagswahlkreis zur Landtagswahl in Sachsen 1990, der ersten Landtagswahl nach der Wiedergründung des Landes Sachsen. Er hatte die Wahlkreisnummer 30.
Der Wahlkreis Teile der Landkreise Löbau, Zittau und Görlitz-Land: Altbernsdorf a. d. Eigen, Arnsdorf-Hilbersdorf, Bernstadt, Berthelsdorf, Bischdorf, Buchholz, Deutsch Ossig, Deutsch Paulsdorf, Dittelsdorf, Dittersbach a. d. Eigen, Dittmannsdorf, Eckartsberg, Friedersdorf, Gersdorf, Großhennersdorf, Hagenwerder, Herrnhut, Herwigsdorf, Hirschfelde, Hörnitz, Kemnitz, Kiesdorf a. d. Eigen, Leuba, Leutersdorf, Melaune, Mengelsdorf, Meuselwitz, Mittelherwigsdorf, Niederoderwitz, Oberseifersdorf, Ostritz, Reichenbach/O.L., Rennersdorf/O.L., Schlegel, Schönau-Berzdorf a. d. Eigen, Seifhennersdorf, Sohland a. Rotstein, Spitzkunnersdorf, Strahwalde und Wittgendorf.
Für die Landtagswahlen 1994 wurde auch infolge der Kreisreform die Wahlkreisstruktur verändert, zudem wurde die Zahl der Wahlkreise von 80 auf 60 verringert. Das Gebiet des Wahlkreises Görlitz, Land II – Zittau II – Löbau III wurde 1994 in drei Wahlkreise aufgeteilt. Die Gemeinden des damaligen Kreises Görlitz-Land mit Ausnahme der Stadt Ostritz wechselten in den Wahlkreis Niederschlesische Oberlausitz 2. Die Gemeinden und Städte des Kreises Zittau und die Stadt Ostritz wurden Teil des Wahlkreises Sächsische Oberlausitz 2. Die Gemeinden und Städte des Kreises Löbau wurden Teil des Wahlkreises Sächsische Oberlausitz 1.

## Ergebnisse
Die Landtagswahl 1990 fand am 14. Oktober 1990 statt und hatte folgendes Ergebnis für den Wahlkreis Görlitz, Land II – Zittau II – Löbau III:
| Direktkandidat | Partei (Kürzel) | Erststimmen (%) | Zweitstimmen (%) |
| -------------- | --------------- | --------------- | ---------------- |
|                | DA              | –               | 00,8             |
| Martin Clemens | CDU             | 61,0            | 61,6             |
|                | Chr. L          | –               | 00,9             |
|                | DBU             | 01,1            | 00,7             |
|                | DSU             | 06,3            | 04,0             |
|                | F.D.P.          | 05,0            | 03,5             |
|                | LL-PDS          | 08,2            | 07,3             |
|                | NPD             | –               | 00,9             |
|                | FORUM           | –               | 05,1             |
|                | RAP             | –               | 00,2             |
|                | SHB             | –               | 00,1             |
|                | SPD             | 12,1            | 14,9             |

Es waren 43.542 Personen wahlberechtigt. Die Wahlbeteiligung lag bei 73,2 %. Von den abgegebenen Stimmen waren 2,9 % ungültig. Als Direktkandidat wurde Martin Clemens (CDU) gewählt. Er erreichte 61,0 % aller gültigen Stimmen.